# Prisma Volley Taranto
Prisma Taranto – włoski męski klub siatkarski, powstały w 1995 roku w bazą w Tarencie. Po raz pierwszy do Serie A1 klub awansował w 2000 roku. W sezonie 2005-2006 Prisma Taranto grało w Serie A2. W 2006 roku klub po raz drugi zapewnił sobie udział w Serie A1.

## Nazwy klubu
- 1997-1999 Caffè Ninfole Taranto
- 1999-2000 Club Vacanze Taranto
- 2000-2001 La Cascina Taranto
- 2001-2002 Borgocanale Taranto
- 2003-2004 AS Taranto Volley
- 2004-2008 Prisma Taranto
- 2008-2009 Stamplast Martina Franca
- 2017-2019 Erredi Assicurazioni Taranto
- 2019-2021 Prisma Taranto
- 2021- Gioiella Prisma Taranto

## Trenerzy
| Sezon     | W klubie      | Imię i nazwisko   |
| --------- | ------------- | ----------------- |
| 1997/1998 |               | Vincenzo Di Pinto |
| 1998/1999 |               | Vincenzo Di Pinto |
| 1999/2000 |               | Vincenzo Di Pinto |
| 2000/2001 |               | Vincenzo Di Pinto |
| 2001/2002 |               | Vincenzo Di Pinto |
| 2002/2003 |               | Vincenzo Di Pinto |
| 2003/2004 |               | Vincenzo Di Pinto |
| 2004/2005 |               | Vincenzo Di Pinto |
| 2005/2006 |               | Vincenzo Di Pinto |
| 2006/2007 |               | Vincenzo Di Pinto |
| 2007/2008 | do 16.11.2007 | Michele Totire    |
| 2007/2008 | od 16.11.2007 | Radamés Lattari   |

## Bilans sezon po sezonie
| Sezon     | Liga     | Miejsce | Mecze | Mecze (Z-P) |
| --------- | -------- | ------- | ----- | ----------- |
| 1997/1998 | Serie A2 | 6.      | 30    | 17-13       |
| 1998/1999 | Serie A2 | 9.      | 30    | 15-15       |
| 1999/2000 | Serie A2 | 1.      | 30    | 23-7        |
| 2000/2001 | Serie A1 | 11.     | 26    | 8-18        |
| 2001/2002 | Serie A1 | 10.     | 26    | 9-17        |
| 2003/2004 | Serie B2 | 4.      |       |             |
| 2004/2005 | Serie A1 | 13.     | 26    | 6-20        |
| 2005/2006 | Serie A2 | 1.      | 30    | 26-4        |
| 2006/2007 | Serie A1 | 7.      | 28    | 13-15       |
| 2007/2008 | Serie A1 | 12.     | 26    | 7-19        |
| 2008/2009 | Serie A1 | 12.     | 26    | 11-15       |
| 2009/2010 | Serie A1 | 11.     | 28    | 10-18       |
| 2017/2018 | Serie B2 |         |       |             |
| 2018/2019 | Serie B2 | 2.      |       |             |
| 2019/2020 | Serie B2 | 2.      |       |             |
| 2020/2021 | Serie A2 | 1.      | 30    | 22-8        |
| 2021/2022 | Serie A1 | 10.     | 29    | 8-21        |
| 2022/2023 | Serie A1 | 11.     | 26    | 6-20        |
| 2023/2024 | Serie A1 | 11.     | 22    | 3-19        |
| 2024/2025 | Serie A1 | 12.     | 22    | 4-18        |
| 2025/2026 | Serie A2 |         |       |             |

Poziom rozgrywek:
     najwyższy ogólnokrajowy
 (Serie A1)
     drugi
 (Serie A2)
     trzeci
 (Serie B1)
     czwarty
 (Serie B2)

## Polacy w klubie
| Lata gry  | Imię i nazwisko  |
| --------- | ---------------- |
| 2009-2010 | Zbigniew Bartman |
| 1999-2000 | Artur Skiba      |

## Kadra

### Sezon 2023/2024[6]
| Nr | Imię i nazwisko         | Data ur.   | Wzrost | Pozycja      |
| -- | ----------------------- | ---------- | ------ | ------------ |
| 3  | Giovanni Maria Gargiulo | 01.01.1999 | 209    | środkowy     |
| 4  | Aimone Alletti          | 28.06.1988 | 207    | środkowy     |
| 5  | Davide Luzzi            | 05.03.2004 | 180    | libero       |
| 6  | Marco Rizzo             | 02.01.1990 | 185    | libero       |
| 7  | Ángel Trinidad de Haro  | 07.03.1993 | 195    | rozgrywający |
| 9  | Hampus Ekstrand         | 28.10.2003 | 196    | przyjmujący  |
| 10 | Filippo Lanza           | 03.03.1991 | 198    | przyjmujący  |
| 11 | Jeffrey Jendryk         | 15.09.1995 | 208    | środkowy     |
| 14 | Lorenzo Sala            | 15.09.2002 | 200    | atakujący    |
| 15 | Kyle Russell            | 25.08.1993 | 206    | atakujący    |
| 17 | Federico Bonacchi       | 08.04.2004 | 189    | rozgrywający |
| 22 | José Gutiérrez          | 27.10.2001 | 194    | przyjmujący  |
| 27 | Luca Paglialunga        | 02.03.2004 | 192    | przyjmujący  |
| 77 | Giacomo Raffaelli       | 07.02.1995 | 194    | przyjmujący  |

### Sezon 2022/2023
| Nr | Imię i nazwisko                | Data ur.   | Wzrost | Pozycja      |
| -- | ------------------------------ | ---------- | ------ | ------------ |
| 1  | Tommaso Stefani                | 04.05.2001 | 210    | atakujący    |
| 2  | Oleg Antonow                   | 28.07.1988 | 198    | przyjmujący  |
| 3  | Giovanni Maria Gargiulo        | 01.01.1999 | 209    | środkowy     |
| 4  | Aimone Alletti                 | 28.06.1988 | 207    | środkowy     |
| 5  | Marco Falaschi                 | 18.09.1987 | 187    | rozgrywający |
| 6  | Marco Rizzo                    | 02.01.1990 | 185    | libero       |
| 7  | Manuele Lucconi                | 09.02.1999 | 194    | atakujący    |
| 8  | Eric Loeppky                   | 01.08.1998 | 197    | przyjmujący  |
| 9  | Hampus Ekstrand                | 28.10.2003 | 196    | przyjmujący  |
| 10 | Jacopo Larizza                 | 22.08.1998 | 204    | środkowy     |
| 11 | Ibrahim Lawani (od 25.01.2023) | 15.09.2001 | 198    | atakujący    |
| 13 | Charalambos Andreopulos        | 23.01.2001 | 192    | przyjmujący  |
| 14 | Francesco Pierri               | 14.09.1999 | 186    | libero       |
| 18 | Francesco Cottarelli           | 16.10.1996 | 196    | rozgrywający |

### Sezon 2021/2022
| Nr | Imię i nazwisko                      | Data ur.   | Wzrost | Pozycja      |
| -- | ------------------------------------ | ---------- | ------ | ------------ |
| 1  | Tommaso Stefani                      | 04.05.2001 | 210    | atakujący    |
| 2  | Gabriele Laurenzano                  | 12.06.2003 | 176    | libero       |
| 3  | Davide Pellegrino                    | 24.01.1994 | 195    | rozgrywający |
| 4  | Aimone Alletti                       | 28.06.1988 | 207    | środkowy     |
| 5  | Marco Falaschi                       | 18.09.1987 | 187    | rozgrywający |
| 6  | Luigi Randazzo                       | 30.04.1994 | 200    | przyjmujący  |
| 7  | João Rafael Ferreira (do 24.03.2022) | 17.03.1993 | 191    | przyjmujący  |
| 9  | Fabrizio Gironi                      | 18.03.2000 | 200    | przyjmujący  |
| 10 | Giulio Sabbi                         | 10.08.1989 | 201    | atakujący    |
| 13 | Filippo Pochini                      | 13.09.1989 | 185    | libero       |
| 14 | Gustavs Freimanis                    | 22.09.2002 | 205    | środkowy     |
| 18 | Gabriele Di Martino                  | 20.07.1997 | 199    | środkowy     |
| 22 | Arshdeep Dosanjh (od 10.11.2021)     | 30.07.1996 | 205    | rozgrywający |
| 77 | Luciano Palonsky (do 20.12.2021)     | 08.07.1999 | 198    | przyjmujący  |

### Sezon 2020/2021
| Nr | Imię i nazwisko                              | Data ur.   | Wzrost | Pozycja      |
| -- | -------------------------------------------- | ---------- | ------ | ------------ |
| 1  | Alessio Fiore                                | 25.12.1982 | 197    | przyjmujący  |
| 2  | Manuel Coscione                              | 29.01.1980 | 188    | rozgrywający |
| 3  | Simone Parodi (do 05.12.2020, od 10.04.2021) | 16.06.1986 | 195    | przyjmujący  |
| 4  | Aimone Alletti                               | 28.06.1988 | 207    | środkowy     |
| 5  | Francesco Cottarelli                         | 16.10.1996 | 196    | rozgrywający |
| 6  | Luca Presta                                  | 06.12.1995 | 200    | środkowy     |
| 7  | Williams Padura Diaz                         | 24.10.1986 | 200    | atakujący    |
| 8  | Marcello Di Felice (do 11.01.2021)           | 10.05.1993 | 199    | atakujący    |
| 9  | Fabrizio Gironi                              | 18.03.2000 | 200    | przyjmujący  |
| 10 | Riccardo Goi                                 | 24.08.1992 | 173    | libero       |
| 11 | Sandi Persoglia                              | 12.07.1995 | 200    | środkowy     |
| 12 | Nicolò Hoffer                                | 06.05.2000 | 180    | libero       |
| 15 | Roberto Cominetti (od 24.12.2020)            | 20.04.1997 | 196    | przyjmujący  |
| 17 | Paolo Cascio                                 | 07.03.1998 | 198    | przyjmujący  |
| 18 | Gabriele Di Martino                          | 20.07.1997 | 199    | środkowy     |

### Sezon 2009/2010
| Nr | Imię i nazwisko                  | Data ur.   | Wzrost | Pozycja      |
| -- | -------------------------------- | ---------- | ------ | ------------ |
| 1  | Cleber de Oliveira               | 16.12.1978 | 200    | przyjmujący  |
| 2  | Antonio Ricciardello             | 27.07.1986 | 188    | libero       |
| 3  | Davide Candellaro                | 07.06.1989 | 200    | środkowy     |
| 4  | Samuele Montagna                 | 08.06.1989 | 180    | libero       |
| 5  | Paolo Cozii                      | 26.05.1980 | 200    | środkowy     |
| 6  | Federico Moretti                 | 06.12.1983 | 204    | przyjmujący  |
| 7  | Donald Suxho                     | 21.02.1976 | 196    | rozgrywający |
| 8  | Dirk Westphal                    | 31.01.1986 | 203    | przyjmujący  |
| 9  | Alberto Elia                     | 12.08.1985 | 205    | środkowy     |
| 10 | Rivaldo                          | 20.02.1980 | 202    | atakujący    |
| 11 | Manius Abbadi (do 10.12.2009)    | 13.04.1976 | 202    | przyjmujący  |
| 13 | Simone Spescha (do 04.12.2009)   | 20.06.1979 | 200    | atakujący    |
| 14 | Davide Quartarone                | 29.04.1986 | 196    | rozgrywający |
| 18 | Zbigniew Bartman (od 11.12.2009) | 04.05.1987 | 195    | przyjmujący  |

### Sezon 2008/2009
| Nr | Imię i nazwisko                       | Data ur.   | Wzrost | Pozycja      |
| -- | ------------------------------------- | ---------- | ------ | ------------ |
| 1  | Antonio Ricciardello                  | 27.07.1986 | 188    | libero       |
| 2  | Manuel Coscione                       | 29.01.1980 | 188    | rozgrywający |
| 3  | José Luis Moltó                       | 29.06.1975 | 206    | środkowy     |
| 5  | Sergiu Stancu                         | 04.08.1982 | 204    | środkowy     |
| 6  | Matej Černić                          | 13.09.1978 | 194    | przyjmujący  |
| 7  | Sime Vulin (do 13.11.2008)            | 04.08.1983 | 210    | środkowy     |
| 9  | Francesco Guglielmi                   | 22.04.1972 | 191    | libero       |
| 10 | Miloš Stojković                       | 17.05.1987 | 209    | przyjmujący  |
| 11 | Luigi Mastrangelo                     | 17.08.1975 | 202    | środkowy     |
| 12 | Francesco Corsini (od 03.12.2008)     | 01.01.1979 | 202    | środkowy     |
| 13 | Valdir Sequeira                       | 22.11.1981 | 195    | atakujący    |
| 14 | Davide Quartarone                     | 29.04.1986 | 196    | rozgrywający |
| 15 | Bruno Augusto Furtado (od 10.02.2009) | 25.07.1978 | 196    | przyjmujący  |
| 16 | Frantz Granvorka (do 27.01.2009)      | 10.03.1976 | 195    | atakujący    |
| 18 | Israel Rodríguez                      | 27.08.1981 | 194    | przyjmujący  |

### Sezon 2007/2008
| Nr | Imię i nazwisko                             | Data ur.   | Wzrost | Pozycja      |
| -- | ------------------------------------------- | ---------- | ------ | ------------ |
| 1  | Maurizio Latelli                            | 10.12.1974 | 190    | libero       |
| 2  | Michal Rak                                  | 14.08.1979 | 206    | środkowy     |
| 3  | Peter Nagy                                  | 15.05.1984 | 194    | atakujący    |
| 6  | Stefano Durante                             | 06.01.1984 | 194    | przyjmujący  |
| 7  | Giuseppe Patriarca                          | 23.03.1977 | 198    | przyjmujący  |
| 8  | Maurizio Castellano                         | 17.02.1971 | 193    | przyjmujący  |
| 9  | Marco Nuti                                  | 02.10.1970 | 188    | rozgrywający |
| 10 | Sime Vulin                                  | 04.08.1983 | 210    | środkowy     |
| 11 | Valentin Pereu (od 13.12.2007)              | 09.11.1978 | 198    | przyjmujący  |
| 14 | Konstantin Shumov                           | 15.02.1985 | 205    | środkowy     |
| 15 | Alessandro Ardu                             | 26.07.1978 | 183    | rozgrywający |
| 16 | Idner Faustino Lima Martins (do 13.11.2007) | 19.12.1978 | 192    | przyjmujący  |
| 17 | Leandro Vissotto Neves                      | 30.04.1983 | 212    | atakujący    |

### Sezon 2006/2007
| Nr | Imię i nazwisko               | Data ur.   | Wzrost | Pozycja      |
| -- | ----------------------------- | ---------- | ------ | ------------ |
| 1  | Marco Vicini                  | 31.03.1974 | 193    | libero       |
| 2  | Antonio Ricciardello          | 27.07.1986 | 188    | przyjmujący  |
| 3  | Marco Pavan                   | 01.03.1982 | 202    | środkowy     |
| 5  | Juan Manuel de Palma          | 10.01.1968 | 180    | rozgrywający |
| 6  | Valdir Sequeira               | 22.11.1981 | 195    | atakujący    |
| 7  | Giuseppe Patriarca            | 23.03.1977 | 198    | przyjmujący  |
| 8  | Maurizio Castellano           | 17.02.1971 | 193    | przyjmujący  |
| 9  | Marco Nuti                    | 02.10.1970 | 188    | rozgrywający |
| 10 | Sime Vulin                    | 04.08.1983 | 210    | środkowy     |
| 11 | Renato Felizardo              | 04.07.1978 | 200    | środkowy     |
| 16 | Frantz Granvorka              | 10.03.1976 | 195    | atakujący    |
| 17 | Eden Sequeira (od 07.02.2007) | 28.10.1980 | 197    | środkowy     |
| 18 | Anderson Rodrigues            | 21.05.1974 | 190    | atakujący    |

### Sezon 2005/2006
| Nr | Imię i nazwisko      | Data ur.   | Wzrost | Pozycja      |
| -- | -------------------- | ---------- | ------ | ------------ |
| 1  | Marco Vicini         | 31.03.1974 | 193    | libero       |
| 2  | Janne Heikkinen      | 11.04.1976 | 204    | środkowy     |
| 3  | Antonio Ricciardello | 27.07.1986 | 188    | przyjmujący  |
| 5  | Michele De Giorgi    | 09.10.1968 | 182    | rozgrywający |
| 6  | Richard Schuil       | 02.05.1973 | 202    | atakujący    |
| 7  | Giuseppe Patriarca   | 23.03.1977 | 198    | przyjmujący  |
| 8  | Maurizio Castellano  | 17.02.1971 | 193    | przyjmujący  |
| 9  | Valdir Sequeira      | 22.11.1981 | 195    | atakujący    |
| 10 | Ołeksij Hatin        | 28.05.1974 | 200    | przyjmujący  |
| 11 | Giuseppe Mazzarelli  | 30.10.1981 | 182    | rozgrywający |
| 14 | Alessandro Giosa     | 05.08.1977 | 198    | środkowy     |
| 15 | Giacomo Giretto      | 05.01.1973 | 206    | środkowy     |

### Sezon 2004/2005
| Nr | Imię i nazwisko                  | Data ur.   | Wzrost | Pozycja      |
| -- | -------------------------------- | ---------- | ------ | ------------ |
| 1  | Renaud Herpe                     | 21.07.1975 | 198    | przyjmujący  |
| 2  | Riccardo Fenili                  | 06.10.1975 | 192    | libero       |
| 3  | Eugen Bakumovski                 | 11.10.1980 | 194    | przyjmujący  |
| 4  | Giacomo Rossetti (do 13.01.2005) | 10.07.1971 | 195    | rozgrywający |
| 4  | Petr Zapletal (od 09.01.2005)    | 20.12.1977 | 194    | rozgrywający |
| 6  | Simone Oliveri                   | 21.02.1977 | 196    | przyjmujący  |
| 8  | Alessandro Giosa                 | 05.08.1977 | 198    | środkowy     |
| 9  | Nuno Pinheiro                    | 31.12.1984 | 192    | rozgrywający |
| 10 | Luca Cantagalli                  | 08.12.1965 | 199    | przyjmujący  |
| 11 | Leondino Giombini                | 30.01.1975 | 205    | atakujący    |
| 12 | Juan Carlos Cuminetti            | 21.05.1967 | 202    | atakujący    |
| 14 | Ihosvany Hernández Rivera        | 06.08.1972 | 206    | środkowy     |
| 15 | Giacomo Giretto                  | 05.01.1973 | 206    | środkowy     |

### Sezon 2001/2002
| Nr | Imię i nazwisko      | Data ur.   | Wzrost | Pozycja      |
| -- | -------------------- | ---------- | ------ | ------------ |
| 1  | Giacomo Giretto      | 05.01.1973 | 206    | środkowy     |
| 4  | Slobodan Kovač       | 13.09.1967 | 196    | przyjmujący  |
| 5  | Andrea Brogioni      | 29.01.1968 | 195    | rozgrywający |
| 6  | Richard Schuil       | 02.05.1973 | 202    | atakujący    |
| 7  | Gianluca Nuzzo       | 31.03.1975 | 193    | atakujący    |
| 8  | Jason Haldane        | 23.07.1971 | 202    | środkowy     |
| 10 | Francesco Guglielmi  | 22.04.1972 | 191    | przyjmujący  |
| 11 | Eustachio Lapacciana | 13.08.1979 | 182    | rozgrywający |
| 12 | Pietro Spada         | 09.09.1971 | 203    | środkowy     |
| 13 | Goran Vujević        | 27.02.1973 | 192    | przyjmujący  |
| 14 | Alessandro Giosa     | 05.08.1977 | 198    | środkowy     |
| 15 | Andrea Bari          | 05.03.1980 | 185    | libero       |